# Chelonogastra trifasciata
Chelonogastra trifasciata är en stekelart som beskrevs av Ramakrishna Ayyar 1928. Chelonogastra trifasciata ingår i släktet Chelonogastra och familjen bracksteklar. Inga underarter finns listade i Catalogue of Life.